# Druga savezna liga Jugoslavije u nogometu 1948./49.
Druga savezna liga Jugoslavije u nogometu 1948./49. bilo je drugo izdanje drugog ranga koje je nosilo naziv Druga savezna liga i igralo se jednokružno. Bilo je to treće izdanje druge lige u Jugoslaviji nakon Drugog svjetskog rata.
Od sljedeće sezone utakmice se igraju u formatu proljeće – jesen, a ne kao prethodnih sezona, jesen – proljeće.

## Sustav natjecanja
Momčadi su međusobno igrale dvokružni ligaški sustav. Prvakom je postala momčad koja je sakupila najviše bodova (pobjeda = 2 boda, neodlučeni ishod = 1 bod, poraz = bez bodova).
Pravila koje su određivala poredak na ljestvici su bila: 1) broj osvojenih bodova 2) količnik postignutih i primljenih pogodaka.

## Sudionici
| Klub          | Grad      | Stadion                                   | Sezona 1947./48. | Sezona 1947./48.                 |
| Klub          | Grad      | Stadion                                   | Poz.             | Rang                             |
| ------------- | --------- | ----------------------------------------- | ---------------- | -------------------------------- |
| FD Vardar     | Skoplje   | Gradski stadion                           | 8.               | 1. savezna liga                  |
| SDŽ Spartak   | Subotica  | Gradski stadion                           | 9.               | 1. savezna liga                  |
| FDM Sarajevo  | Sarajevo  | Stadion Šesti april Skenderija            | 10.              | 1. savezna liga                  |
| SD Metalac    | Zagreb    | Stadion Dinama Maksimir Igralište Zagreba | 4.               | 2. savezna liga                  |
| SD JRM Mornar | Split     | Igralište Hajduka „Stari plac“            | 5.               | 2. savezna liga                  |
| SD Dinamo     | Pančevo   | Stadion Dinama                            | 6.               | 2. savezna liga                  |
| SD Odred      | Ljubljana | Stadion Odreda ob Tyrševi cesti           | 7º               | 2. savezna liga                  |
| SD Proleter   | Osijek    | Igralište kraj Drave                      |                  | Pobjednik 3. ranga kvalifikacija |
| SD Podrinje   | Šabac     | Stadion Podrinja                          |                  | Pobjednik 3. ranga kvalifikacija |
| SD Dinamo     | Skoplje   | Gradski stadion                           |                  | Pobjednik 3. ranga kvalifikacija |

## Ljestvica
| mj.     | klub             | ut. | pob. | ner. | por. | gol+ | gol- | kvoc  | bod |
| ------- | ---------------- | --- | ---- | ---- | ---- | ---- | ---- | ----- | --- |
| 1.      | Sarajevo         | 18  | 11   | 5    | 2    | 27   | 14   | 1,929 | 27  |
| 2.      | Mornar Split     | 18  | 10   | 2    | 6    | 43   | 17   | 2,529 | 22  |
| 3.      | Spartak Subotica | 18  | 6    | 7    | 5    | 33   | 27   | 1,222 | 19  |
| 4.      | Metalac Zagreb   | 18  | 8    | 3    | 7    | 25   | 24   | 1,042 | 19  |
| 5.      | Podrinje Šabac   | 18  | 6    | 5    | 7    | 21   | 25   | 0,840 | 17  |
| 6.      | Enotnost/Odred   | 18  | 7    | 3    | 8    | 19   | 23   | 0,826 | 17  |
| 7.      | Vardar Skoplje   | 18  | 6    | 5    | 7    | 28   | 34   | 0,824 | 17  |
| 8.      | Proleter Osijek  | 18  | 8    | 1    | 9    | 22   | 29   | 0,759 | 17  |
| 9.      | Dinamo Pančevo   | 18  | 5    | 4    | 9    | 25   | 34   | 0,735 | 14  |
| 10.     | Dinamo Skoplje   | 18  | 3    | 5    | 10   | 17   | 33   | 0,515 | 11  |
|         |                  |     |      |      |      |      |      |       |     |
| Izvori: |                  |     |      |      |      |      |      |       |     |

- Viši rang:
  - Sarajevo i Spartak promovirani su u Prvu saveznu ligu 1950.
- Prestala aktivnost
  - Nogometni klub Mornar iz Splita – kao drugoplasirani – kvalificirao se za nastup u 1. jugoslavenskoj ligi, ali je 1949. godine političkom odlukom rasformiran te je Spartak kao trećeplasirani otišao u viši rang natjecanja.
- Ispali:
  - Dinamo Pančevo i Dinamo Skoplje ispali su u novoosnovanu Treću saveznu ligu 1950.
- Novi članovi:
  - Sloga Novi Sad (iz Prve savezne lige), Borac Zagreb, Kvarner Rijeka, Željezničar	Sarajevo, Napredak Kruševac i 11. oktomvri Kumanovo (iz trećeg ranga)

## Rezultati

### Semafor
| 1948./49. | 1948./49.        | SAR | MOR | SPA | MET | POD | E/O | VAR | PRO | PAN | SKO |
| 1.        | Sarajevo         |     | 1:0 | 2:0 | 2:1 | 1:0 | 0:0 | 1:1 | 4:1 | 3:2 | 1:0 |
| 2.        | Mornar           | 1:1 |     | 5:0 | 1:2 | 7:0 | 3:4 | 0:1 | 4:0 | 3:1 | 4:1 |
| 3.        | Spartak          | 0:0 | 2:2 |     | 0:1 | 1:1 | 2:2 | 2:0 | 1:2 | 3:0 | 2:0 |
| 4.        | Metalac          | 3:0 | 2:1 | 1:3 |     | 1:1 | 2:1 | 1:0 | 4:1 | 2:0 | 2:1 |
| 5.        | Podrinje         | 0:0 | 1:0 | 2:0 | 0:0 |     | 3:2 | 5:0 | 0:0 | 1:0 | 3:0 |
| 6.        | Enotnost/Odred   | 1:0 | 0:2 | 1:2 | 2:1 | 0:2 |     | 1:0 | 8:0 | 0:1 | 2:2 |
| 7.        | Vardar           | 1:2 | 4:2 | 2:2 | 4:1 | 3:0 | 1:0 |     | 4:0 | 2:2 | 6:0 |
| 8.        | Proleter         | 1:2 | 0:1 | 2:1 | 1:0 | 2:6 | 4:1 | 0:2 |     | 1:1 | 3:2 |
| 9.        | Dinamo (Pančevo) | 0:3 | 2:1 | 2:2 | 2:0 | 0:2 | 3:0 | 1:3 | 2:1 |     | 5:1 |
| 10.       | Dinamo (Skoplje) | 2:4 | 0:2 | 2:2 | 0:2 | 0:3 | 0:1 | 5:3 | 1:2 | 1:0 |     |

### Kalendar
| 1. kolo 12. 9. 1948. FD Sarajevo (Sarajevo) – Dinamo (Pančevo) 3:2 Enotnost (Ljubljana) – Dinamo (Skoplje) 3:1 Mornar (Split) – Podrinje (Šabac) 7:0 Spartak (Subotica) – Metalac (Zagreb) 0:1 Vardar (Skoplje) – Proleter (Osijek) 2:0 | 2. kolo 19. 9. 1948. Dinamo (Skoplje) – Vardar (Skoplje) 2:0 Enotnost (Ljubljana) – Metalac (Zagreb) 2:1 Proleter (Osijek) – SDM Sarajevo (Sarajevo) 1:2 Mornar (Split) – Dinamo (Pančevo) 4:0 Podrinje (Šabac) – Spartak (Subotica) 2:0 |

| 3. kolo 26. 9. 1948. Proleter (Osijek) – Mornar (Split) 0:1 SDM Sarajevo (Sarajevo) – Vardar (Skoplje) 1:1 Metalac (Zagreb) – Dinamo (Skoplje) 2:1 Dinamo (Pančevo) – Spartak (Subotica) 2:2 Enotnost (Ljubljana) – Podrinje (Šabac) 0:2 | 4. kolo 3. 10. 1948. Vardar (Skoplje) – Metalac (Zagreb) 4:1 Mornar (Split) – SDM Sarajevo (Sarajevo) 1:1 Dinamo (Pančevo) – Enotnost (Ljubljana) 3:0 Spartak (Subotica) – Proleter (Osijek) 5:1 Podrinje (Šabac) – Dinamo (Skoplje) 1:1 |

| 5. kolo 10. 10. 1948. Enotnost (Ljubljana) – Proleter (Osijek) 1:0 Vardar (Skoplje) – Mornar (Split) 4:2 13. 10. 1948. Dinamo (Skoplje) – Dinamo (Pančevo) 1:3 Metalac (Zagreb) – Podrinje (Šabac) 1:1 21. 11. 1948. Spartak (Subotica) – SDM Sarajevo (Sarajevo) 0:0 | 6. kolo 17. 10. 1948. Spartak (Subotica) – Mornar (Split) 2:2 SDM Sarajevo (Sarajevo) – Enotnost (Ljubljana) 0:0 Dinamo (Pančevo) – Metalac (Zagreb) 2:0 Podrinje (Šabac) – Vardar (Skoplje) 3:0 Proleter (Osijek) – Dinamo (Skoplje) 1:1 |

| 7. kolo 23. 10. 1948. Vardar (Skoplje) – Spartak (Subotica) 2:2 SDM Sarajevo (Sarajevo) – Dinamo (Skoplje) 1:0 24. 10. 1948. Metalac (Zagreb) – Proleter (Osijek) 0:2 Podrinje (Šabac) – Dinamo (Pančevo) 2:1 Mornar (Split) – Enotnost (Ljubljana) 3:0 | 8. kolo 14. 11. 1948. Dinamo (Pančevo) – Vardar (Skoplje) 2:2 Dinamo (Skoplje) – Mornar (Split) 0:2 28. 11. 1948. Enotnost (Ljubljana) – Spartak (Subotica) 1:2 Proleter (Osijek) – Podrinje (Šabac) 2:1 SDM Sarajevo (Sarajevo) – Metalac (Zagreb) 2:1 |

| 9. kolo 5. 12. 1948. Spartak (Subotica) – Dinamo (Skoplje) 5:0 Metalac (Zagreb) – Mornar (Split) 2:1 Dinamo (Pančevo) – Proleter (Osijek) 1:3 Podrinje (Šabac) – SDM Sarajevo (Sarajevo) 0:0 Vardar (Skoplje) – Enotnost (Ljubljana) 1:1 Sredinom prosinca 1948. Enotnost mijenja ime u Odred | 10. kolo 20. 3. 1949. Proleter (Osijek) – Vardar (Osijek) 0:1 Dinamo (Pančevo) – SDM Sarajevo (Sarajevo) 0:3 Podrinje (Šabac) – Mornar (Split) 1:0 Dinamo (Skoplje) – Odred (Ljubljana) 2:1 Metalac (Zagreb) – Spartak (Subotica) 1:0 (poništena utakmica) 22. 5. 1949. Metalac (Zagreb) – Spartak (Subotica) 1:3 (ponovljena utakmica) |

| 11. kolo 27. 3. 1949. Vardar (Skoplje) – Dinamo (Skoplje) 1:1 Metalac (Zagreb) – Odred (Ljubljana) 1:1 Spartak (Subotica) – Podrinje (Šabac) 1:1 SDM Sarajevo (Sarajevo) – Proleter (Osijek) 4:1 Dinamo (Pančevo) – Mornar (Split) 2:1 | 12. kolo 2. 4. 1949. Dinamo (Skoplje) – Metalac (Zagreb) 0:2 3. 4. 1949. Mornar (Split) – Proleter (Osijek) 2:1 Spartak (Subotica) – Dinamo (Pančevo) 1:1 Podrinje (Šabac) – Odred (Ljubljana) 1:2 Vardar (Skoplje) – SDM Sarajevo (Sarajevo) 1:2 |

| 13. kolo 10. 4. 1949. Dinamo (Skoplje) – Podrinje (Šabac) 2:0 Odred (Ljubljana) – Dinamo (Pančevo) 3:1 Metalac (Zagreb) – Vardar (Skoplje) 3:2 Proleter (Osijek) – Spartak (Subotica) 2:1 SDM Sarajevo (Sarajevo) – Mornar (Split) 1:0 | 14. kolo 17. 4. 1949. Podrinje (Šabac) – Metalac (Zagreb) 0:0 Mornar (Split) – Vardar (Skoplje) 6:1 Dinamo (Pančevo) – Dinamo (Skoplje) 1:1 SDM Sarajevo (Sarajevo) – Spartak (Subotica) 2:0 Proleter (Osijek) – Odred (Ljubljana) 1:0 |

| 15. kolo 23. 4. 1949. Vardar (Skoplje) – Podrinje (Šabac) 3:0 24. 4. 1949. Dinamo (Skoplje) – Proleter (Osijek) 0:1 Metalac (Zagreb) – Dinamo (Pančevo) 4:1 Mornar (Split) – Spartak (Subotica) 5:0 Odred (Ljubljana) – SDM Sarajevo (Sarajevo) 1:0 | 16. kolo 1. 5. 1949. Spartak (Subotica) – Vardar (Skoplje) 5:1 Odred (Ljubljana) – Mornar (Split) 0:2 Proleter (Osijek) – Metalac (Zagreb) 1:0 Dinamo (Skoplje) – SDM Sarajevo (Sarajevo) 2:4 Dinamo (Pančevo) – Podrinje (Šabac) 1:0 |

| 17. kolo 8. 5. 1949. Mornar (Split) – Dinamo (Skoplje) 3:0 Metalac (Zagreb) – SDM Sarajevo (Sarajevo) 3:0 Podrinje (Šabac) – Proleter (Osijek) 6:3 Spartak (Subotica) – Odred (Ljubljana) 2:1 Vardar (Skoplje) – Dinamo (Pančevo) 2:1 | 18. kolo 15. 5. 1949. SDM Sarajevo (Sarajevo) – Podrinje (Šabac) 1:0 Mornar (Split) – Metalac (Zagreb) 1:2 Odred (Ljubljana) – Vardar (Skoplje) 2:0 Proleter (Osijek) – Dinamo (Pančevo) 2:1 Dinamo (Skoplje) – Spartak (Subotica) 2:2 |

## Statistika

### Ljestvica strijelaca
| Pl.     | Ime            | Klub                    | Pogodaka |
| ------- | -------------- | ----------------------- | -------- |
| 1.      | Ilija Vorgučin | Mornar                  | 13       |
| 2.      | Josip Prćić    | Mornar (10) Spartak (2) | 12       |
| 3.      | Franjo Lovrić  | Sarajevo                | 8        |
| 3.      | Momčilo Pažin  | Metalac                 | 8        |
|         |                |                         |          |
| Izvori: |                |                         |          |

## Poveznice
- Prva savezna liga 1948./49.
- 3. ligaški rang 1948./49.
- Kup maršala Tita 1948.

## Vanjske poveznice
- SECOND YUGOSLAV FEDERAL LEAGUE - SEASON 1948/1949
- HRnogomet
- Ligaški vremeplov
- SISTEM TAKMIČENJA U JUGOSLAVIJI 1945.-1955.
- exYUfudbal